# 16 utca
A 16 utca (eredeti cím: 16 Blocks) 2006-ban bemutatott amerikai akciófilm, melyet Richard Wenk forgatókönyve alapján Richard Donner rendezett. Ez volt Donner utolsó filmrendezése 2021-ben bekövetkezett halála előtt. A főbb szerepekben Bruce Willis, Mos Def és David Morse látható.
Az Amerikai Egyesült Államokban 2006. március 3-án bemutatott film bevételi és kritikai szempontból sem aratott sikert.

## Történet
|  | Alább a cselekmény részletei következnek! |

Jack Mosley (Bruce Willis) kiégett, öregedő, alkoholista New York-i nyomozó. Egy nap megbízást kap, hogy mivel az eredetileg erre a feladatra kijelölt személy elakadt a forgalomban, kísérjen át egy tanút, Eddie Bunkert (Mos Def) az őrizetből az alig 16 háztömbnyire elhelyezkedő ügyészségre. Mosley az igen beszédes, pitiáner bűnözőről nemigen vesz tudomást egészen addig, míg a nagy dugóra való tekintettel fel nem szereli magát némi égetett szesszel, és közben idegen fegyveresek lőni kezdik a kocsijában maradt, mindenben jeleket látó fekete srácot.

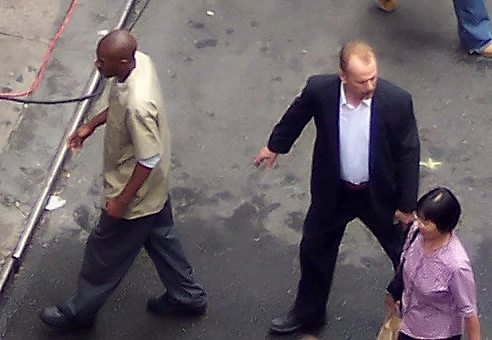
Mos Def és Bruce Willis a forgatáson (Chinatown, New York)

A sántító nyomozó még leszereli a támadókat, de tanújával csak a következő kocsmáig jut, amit kiürít, és némi whiskey társaságában erősítést hív. A vártnál korábban érkezik meg régi nyomozótársa, Frank Nugent (David Morse), aki szívesen átvenné Jacktől az ügyet, ám mivel gyanúsan hallgat, elmondja neki az igazat: Eddie korrupt rendőrök ellen tanúskodna, ezért végezni akarnak vele. Mosley-ben azonban váratlanul felülkerekedik a jobbik énje, és a csapos fegyverével kimenti a rábízott tanút. Ekkor kezdődik meg az üldözés, amelynek keretében a kínai negyed éttermei, mosodái és lakásai, egy utasokkal teli, mintegy túszul ejtett busz és végül néhány mentőautó segítségével Mosley egérutat ad Eddie-nek, akiről közben kiderül, hogy Seattle-be akar menni, hogy ott megtalálja sosem látott nővérét és tortasütödét nyisson.
Egy és más időközben a rendőrök ügyleteiről is tudomásunkra jut: Nugent mellett több nyomozó, sőt maga a rendőrfőnök is érintett számos kellemetlen tanú elhallgattatásában, ahogyan az időközben számukra használhatatlanul alkoholistává vált Mosley is. Végül diadalmaskodik az erkölcs, és Jack maga adja fel hajdani kollégáit az ügyészségen. Az utolsó jelenetben azt mutatják, hogy két év után kiszabadulva szemmel láthatóan rendeződik az élete, és a dumás Eddie sem hazudott a tortaügylettel kapcsolatban. Az üzenet egyértelmű: az ember megváltozhat.

## Szereplők
| Színész      | Szerep          | Magyar hang   |
| ------------ | --------------- | ------------- |
| Bruce Willis | Jack Mosley     | Dörner György |
| Mos Def      | Eddie Bunker    | Welker Gábor  |
| David Morse  | Frank Nugent    | Rosta Sándor  |
| Jenna Stern  | Diane Mosley    | Szórádi Erika |
| Casey Sander | Gruber kapitány | Uri István    |

Szinkron
Készítette a Film Sound Stúdió 2006-ban.
- magyar szöveg: Mádi Borbála
- hangmérnök: Nikodém Norbert
- vágó: Darók Attila
- gyártásvezető: Pesti Zsuzsanna
- szinkronrendező: Kiss Lajos

## Fogadtatás

### Bevételi adatok
Nyitóhétvégéjén a 16 utca 11,9 millió dollárral a második helyen kezdett az amerikai toplistán. Teljes szereplése során 36,9 milliót hozott a készítőknek, azonban ez az összeg bukásként értékelendő az 55 milliós ráfordítások ismeretében.
Magyarországon a nyár közepén került a mozikba a Best Hollywood forgalmazásában. Az első hétvégén 11 561 néző látta országszerte, összességében pedig több mint 53 ezren voltak kíváncsiak rá. Ez az eredmény valamivel jobb, mint az egy évvel korábban bemutatott Willis-film, a Túszdráma szereplése (37 ezer néző), azonban messze elmarad a 2004-es, nálunk meglepően népszerűnek bizonyuló Már megint bérgyilkos a szomszédom százezer néző feletti futásától.

### Kritikai visszhang
Kritikai szempontból számos bírálat érte, amiért kiszámítható, ismert klisékre épít, és hogy Bruce Willis beleszürkült a kiégett zsaru szerepébe. Mindazonáltal professzionálisan elkészített, élvezhető filmnek is titulálták.[forrás?]

## Érdekességek
- A filmnek létezik egy alternatív, komorabb befejezése, mely a film DVD-változatán látható.[7]
- A film bemutatójának hétvégéjén a mozikba került még egy film az Amerikai Egyesült Államokban, amiben Mos Def szerepel. A Block Partyban mint önmaga tűnik fel.